# Banatiola vandeli
Banatiola vandeli es un coleóptero polífago. Es la única especie del género Banatiola, familia Leiodidae. Fue descrita por Decu en 1967. Se encuentra en Rumania.